# Hanriot H.43
Hanriot H.43 là một loại máy bay thông dụng quân sự sản xuất ở Pháp vào cuối thập niên 1920 và đầu thập niên 1930, chủ yếu do Aéronautique Militaire sử dụng làm máy bay huấn luyện.

## Biến thể
- H.43
- H.430
- H.431.01
- LH.431
- LH.432
- LH.433
- LH.434
- H.436
- LH.437
  - LH.437ter
- H.438
- H.439

## Quốc gia sử dụng
Pháp
- Không quân Pháp

 Peru
- Không quân Peru

## Tính năng kỹ chiến thuật (H.431)
Đặc điểm tổng quát
- Kíp lái: 1
- Sức chứa: 1
- Chiều dài: 7.98 m (26 ft 2 in)
- Sải cánh: 11.40 m (37 ft 5 in)
- Chiều cao: 3.16 m (10 ft 5 in)
- Diện tích cánh: 30.2 m2 (325 ft2)
- Trọng lượng rỗng: 980 kg (2,160 lb)
- Trọng lượng có tải: 1,170 kg (3,020 lb)
- Powerplant: 1 × Lorraine 7Mc, 170 kW (230 hp)

Hiệu suất bay
- Vận tốc cực đại: 180 km/h (110 mph)
- Tầm bay: 450 km (280 dặm)
- Trần bay: 4,900 m (16,100 ft)